# Woolage Green
Woolage Green est un petit hameau du Kent, en Angleterre. Il est situé à environ 11 km au sud-est de Canterbury et à un peu moins de 2 km à l'est de l'A2. Il forme avec Womenswold et Woolage Village, le civil parish de Womenswold.
Woolage Green est composé de quelque 36 habitations, dont le pub The Two Sawyers.